# القوات الأولى (المملكة المتحدة)
القوات الأولى ("الفيلق الأول") كان فيلقاً نشطاً في الجيش البريطاني لأكثر من 80 عاماً منذ إنشائه في الحرب العالمية الأولى حتى نهاية الحرب الباردة، وقد بدأت إرهاصاتها خلال حملة واترلو.